# Kamila Żuk
Kamila Żuk (Wałbrzych, 18 de noviembre de 1997) es una deportista polaca que compite en biatlón. Ganó una medalla de oro en el Campeonato Europeo de Biatlón de 2021, en la prueba de persecución.

## Palmarés internacional
| Campeonato Europeo | Campeonato Europeo       | Campeonato Europeo | Campeonato Europeo |
| Año                | Lugar                    | Medalla            | Prueba             |
| ------------------ | ------------------------ | ------------------ | ------------------ |
| 2021               | Duszniki-Zdrój (Polonia) | Medalla de oro     | Persecución        |